# Qingling Taga
Il Qingling Taga (in lingua cinese: 庆 铃 达 咖) è un pick-up prodotto dal 2017 dalla casa automobilistica cinese Qingling Motors.

## Il contesto
Il Taga è il primo pick-up del marchio Qingling realizzato sul telaio dell’Isuzu D-Max di seconda generazione grazie alla joint venture attiva tra Isuzu e Qingling Motors per la produzione di autocarri nel mercato cinese. Nello specifico dal D-Max ne riprende anche lo scheletro della cabina e parte dei lamierati come le portiere. Viene prodotto solo nella versione double cab quattro porte con cinque posti. Il frontale possiede un design specifico e il cassone è più lungo rispetto al modello di origine.
L'interno del Taga è dotato di un display touchscreen da 8 pollici con navigatore, bluetooth, Wi-Fi, connessione mobile, telecamera di retromarcia, controllo vocale e telecamera di bordo opzionale.
La dimensione del cassone sono pari a 1800 mm di lunghezza, 1540 mm di larghezza e 480 mm di profondità. Il pianale di carico possiede una altezza dal suolo pari a 850 mm.
Il Qingling Taga è alimentato da un motore diesel da 3,0 litri della serie 4KH1 di origine Isuzu che produce 131 CV e 280 Nm di coppia massima abbinati a un cambio manuale a 5 marce. È disponibile nei modelli a due ruote motrici o quattro ruote motrici con la stessa trasmissione del D-Max.

## Qingling Taga H
Una variante chiamata Qingling Taga H è stata lanciata nel gennaio 2021. Il Qingling Taga H è stato posizionato come un modello più esclusivo e meglio rifinito rispetto al normale Taga. Il Qingling Taga H è alimentato da un motore turbo benzina da 1,8 litri che produce 231 CV e 310 Nm di coppia oppure da un motore turbo diesel da 3,0 litri che produce 143 hp e 320 N·m. Entrambi i motori sono abbinati a un cambio manuale a 5 marce.
Il Taga H presenta un frontale ridisegnato e un posteriore leggermente rivisto. Gli interni sono completamente rinnovati rispetto alla normale Taga. Il sistema di infotainment supporta Apple CarPlay e Baidu CarLife.